# Clionella sinuata
Clionella sinuata is een slakkensoort uit de familie van de Clavatulidae. De wetenschappelijke naam van de soort is voor het eerst geldig gepubliceerd in 1778 door Born.